# Oh Land of Beauty
"O Land of Beauty !" es el himno nacional de la Federación de San Cristóbal y Nieves. El himno fue compuesto por Kenrick Georges y adoptado como himno nacional en 1983. Su traducción significa Oh Tierra de Belleza.

## Letra (en inglés)
O Land of Beauty!
Our country where peace abounds,
Thy children stand free
On the strength of will and love.
With God in all our struggles,
St. Kitts and Nevis be
A nation bound together,
With a common destiny.
As stalwarts we stand
For justice and liberty.
With wisdom and truth
We will serve and honour thee.
No sword nor spear can conquer
For God will sure defend.
His blessings shall forever
To posterity extend.

## Traducción al español
¡O Tierra de Belleza!
Nuestro país donde la paz reina,
Tus hijos libres están
Con fuerza de voluntad y amor.
Con Dios en todas nuestras luchas,
San Cristóbal y Nieves sé
Una nación unida,
Con un destino común.
Como incondicionales estamos
De la justicia y la libertad.
Con sabiduría y verdad
Vamos a servirte y honrarte.
Ni lanza ni espada podrá conquistarte
Pues Dios te defenderá.
Sus bendiciones por siempre serán
Para extender tu posteridad.
..
- Datos: Q1050025